# Zingiber incomptum
Zingiber incomptum är en enhjärtbladig växtart som beskrevs av Brian Laurence Burtt och Rosemary Margaret Smith. Zingiber incomptum ingår i släktet Zingiber och familjen Zingiberaceae. Inga underarter finns listade i Catalogue of Life.